# Crenicara
Crenicara is een geslacht van vissen uit de familie van de cichliden (Cichlidae).

## Soorten
- Crenicara latruncularium Kullander & Staeck, 1990
- Crenicara punctulatum (Günther, 1863)